# Hemielimaea reducta
Hemielimaea reducta är en insektsart som beskrevs av Andrej Vasiljevitj Gorochov 2004. Hemielimaea reducta ingår i släktet Hemielimaea och familjen vårtbitare. Inga underarter finns listade i Catalogue of Life.